# Obovaria unicolor
Obovaria unicolor är en musselart som först beskrevs av I. Lea 1845.  Obovaria unicolor ingår i släktet Obovaria och familjen målarmusslor. IUCN kategoriserar arten globalt som nära hotad. Inga underarter finns listade i Catalogue of Life.